# Nomerobius cuspidatus
Nomerobius cuspidatus är en insektsart som beskrevs av Oswald 1990. Nomerobius cuspidatus ingår i släktet Nomerobius och familjen florsländor. Inga underarter finns listade i Catalogue of Life.